# Lista de prefeitos de Guarulhos
Esta é a lista de prefeitos do município de Guarulhos, estado brasileiro de São Paulo, a qual compreende todas as pessoas que tomaram posse definitiva da chefia do executivo municipal guarulhense e exerceram o cargo como prefeitos titulares, além de prefeitos eleitos cuja posse foi em algum momento prevista pela legislação vigente. Prefeitos em exercício que substituíram temporariamente o titular não são considerados para a numeração mas estão citados em notas, quando aplicável.
O prefeito atual é Lucas Sanches, eleito em sufrágio universal e atualmente filiado ao Partido Liberal (PL).
O cargo de prefeito foi criado em 11 de abril de 1835, pela assembleia provincial paulista, em reação aos amplos poderes conferidos pelo Código de Processo Criminal de 1832 às câmaras municipais. Seguiram o exemplo paulista seis províncias do nordeste brasileiro (Alagoas, Ceará, Maranhão, Paraíba, Pernambuco e Sergipe).
Sob a vigente ordem constitucional, essa designação é dada ao funcionário público do Poder Executivo municipal, que exerce seu cargo em função de uma legislatura (mandato), sendo para tanto eleito a cada quatro anos, podendo ser reeleito por mais 4 anos (segundo mandato).
Funções
O poder executivo municipal chefia a administração e comanda os serviços públicos, tendo como comandante o prefeito.
A partir da constituição brasileira de 1934, o cargo de prefeito passou a ser o único, em todo o Brasil, ao qual estão atribuídas as funções de chefe do poder executivo do governo local, em simetria aos chefes dos executivos da União e do estado, portanto, em forma monocrática. Este texto quer dizer que deverá haver harmonia e integração de ação entre as esferas envolvidas sem a intervenção de uma na outra, exceto nos casos previstos na Constituição Federal.
Eleições
O prefeito é eleito por sufrágio universal, secreto, direto, em pleito simultâneo em todo o País, realizado a cada quatro anos, no primeiro domingo de outubro.
E trinta dias após tem lugar o segundo turno, se o eleito em primeiro lugar não atingir 50% dos votos válidos mais um voto, no caso de municípios com mais de duzentos mil eleitores.
Conforme a legislação eleitoral atual no Brasil para tornar-se elegível, exige-se uma série de requisitos;
- Possuir nacionalidade brasileira ou portuguesa (neste caso, o cidadão português deve se encontrar amparado pelo Estatuto de Igualdade entre Portugueses e Brasileiros),
- Título de eleitor em dia e estar em gozo pleno do exercício dos direitos políticos,
- Domicilio eleitoral na circunscrição na qual o candidato se apresenta,
- Filiação partidária,
- Ser alfabetizado (tópico invalidado pela atual constituição brasileira de 1988),
- Desincompatibilização de cargo público — Se ocupa um cargo público deve sair seis meses antes das eleições e voltar caso possa só após seis meses ao pleito eleitoral,
- Renúncia de outro mandado até seis meses antes do pleito e não ser parente afim ou consangüíneo, até segundo grau, ou cônjuge de titular de cargo eletivo; pode, entretanto, ser candidato à reeleição (artigo 14 da Constituição),
- Ter idade mínima de 21 anos.

## Chefe do Executivo (Período Imperial)
| Nº | Nome                                       | Início do mandato       | Fim do mandato          | Observações                                                           |
| 1  | Capitão Joaquim Francisco de Paula Rabello | 10 de fevereiro de 1881 | 15 de fevereiro de 1890 | Escolhido pela Câmara. Foi o primeiro Chefe do Executivo guarulhense. |

## Intendentes, interventores e prefeitos (1890–1992)
| Nº | Nome | Imagem | Partido | Vice-prefeito           | Início do mandato       | Fim do mandato | Observações |
| 1  | Antônio José de Siqueira Bueno |        | PRP     | —                       | 16 de fevereiro de 1890 | 12 de dezembro de 1891 | Intendente nomeado pelo presidente do Estado |
| 2  | Advento da República, o Governo Provisório nomeou 4 intendentes: Vicente Ferreira de Siqueira Bueno, Felício Marcondes Munhoz, Antônio Dias Tavares e Luiz Dini. E para presidi-los, Vicente Ferreira de Siqueira Bueno |        | PRP     | —                       | 13 de dezembro de 1891  | 22 de fevereiro de 1894 | Junta nomeada pelo governo provisório |
| 3  | Lúcio Francisco Pereira |        | PRP     | —                       | 23 de fevereiro de 1894 | 28 de abril de 1896 | Intendente eleito pela Câmara |
| 4  | Capitão João Francisco da Silva Portilho |        | PRP     | —                       | 29 de abril de 1896     | 13 de agosto de 1902 | Intendente eleito pela Câmara e reeleito pelo Legislativo por várias vezes. Renunciou.                                                                         |
| 5  | Leonardo Vallardi |        | PRP     | —                       | 14 de agosto de 1902    | 16 de novembro de 1906 | Eleito vereador em 30.07.1902, em 14.08.1902 era escolhido Intendente pela Câmara                                                                              |
| 6  | Capitão João Teófilo de Assis Ferreira |        | PRP     | —                       | 17 de novembro de 1906  | 8 de maio de 1907 | Intendente eleito pela Câmara |
| 7  | Capitão Gabriel José Antônio |        | PRP     | —                       | 9 de maio de 1908       | 20 de dezembro de 1915 | Eleito pela Câmara. A partir de então a titularidade do Executivo passava a denominar-se Prefeito. Reeleito várias vezes. Faleceu durante o mandato.           |
| —  | Felício Antônio Alves |        | PRP     | —                       | 21 de dezembro de 1915  | 31 de dezembro de 1916 | Escolhido para substituir o capitão Gabriel. Indicação confirmada em 07.01.1916.                                                                               |
| 8  | Zeferino Pires de Freitas |        | PRP     | —                       | 1º de janeiro de 1917   | 28 de abril de 1919 | Prefeito eleito pela Câmara Municipal |
| 9  | José Maurício de Oliveira Sobrinho |        | PRP     | —                       | 29 de abril de 1919     | 3 de novembro de 1930 | Escolhido durante um decênio, sucessivamente, pela Câmara. |
| 10 | João Eduardo da Silva |        | AL      | —                       | 4 de novembro de 1930   | 31 de dezembro de 1930 | Vitoriosa a Revolução de 1930, em nome da mesma empossou-se no cargo.                                                                                          |
| 11 | Delezino de Almeida Franco |        | AL      | —                       | 1º de janeiro de 1931   | 25 de julho de 1931 | Prefeito empossado pela Junta Revolucionária, por indicação do Partido Democrático.                                                                            |
| 12 | Alberto Cardoso de Melo |        | PD      | —                       | 26 de julho de 1931     | 13 de novembro de 1931 | Prefeito nomeado pelo Governo do Estado |
| 13 | Major Ariovaldo Panadês |        | PD      | —                       | 14 de novembro de 1931  | 7 de março de 1932 | Prefeito nomeado pelo Governo do Estado |
| 14 | Alfredo Ferreira Paulino Filho |        | PD      | —                       | 8 de março de 1932      | 27 de julho de 1933 | Prefeito nomeado interinamente pelo Governo do Estado, para substituir Ariovaldo Panadês, em seu impedimento.                                                  |
| 15 | Carlos Panadês |        | PD      | —                       | 28 de julho de 1933     | 21 de agosto de 1933 | Funcionário mais graduado da prefeitura, recebeu o cargo do seu irmão, até então prefeito, Ariovaldo Panadés, pela demissão deste.                             |
| 16 | Guilhermino Rodrigues de Lima |        | PD      | —                       | 22 de agosto de 1933    | 31 de dezembro de 1935 | Prefeito nomeado pelo Governo do Estado |
| —  | Gentil Bicudo Contador |        | PP      | —                       | 1º de janeiro de 1936   | 4 de agosto de 1936 | Prefeito nomeado pelo Governo do Estado durante licença de Guilhermino Rodrigues de Lima.                                                                      |
| —  | José Saraceni |        | PCSP    | —                       | 5 de agosto de 1936     | 9 de maio de 1938 | Prefeito nomeado interinamente para substituir Guilhermino Rodrigues de Lima, pelo Secretário da Justiça.                                                      |
| —  | Gentil Bicudo Contador |        | PP      | —                       | 10 de maio de 1938      | 27 de novembro de 1938 | Prefeito nomeado interinamente para substituir Guilhermino Rodrigues de Lima, pela sua demissão                                                                |
| 17 | Major José Moreira Matos |        | PP      | —                       | 28 de novembro de 1938  | 10 de fevereiro de 1940 | Prefeito nomeado pelo Governo do Estado |
| —  | Gentil Bicudo Contador |        | PP      | —                       | 11 de fevereiro de 1940 | 4 de maio de 1940 | Prefeito nomeado interinamente face à exoneração do Major José Moreira Matos                                                                                   |
| 18 | José Maurício de Oliveira |        | PP      | —                       | 5 de maio de 1940       | 1º de outubro de 1945 | Prefeito nomeado pelo Governo do Estado |
| —  | Gentil Bicudo Contador |        | PP      | —                       | 2 de outubro de 1945    | 5 de outubro de 1945 | Prefeito nomeado interinamente pelo Governo do Estado, durante a enfermidade e morte de José Maurício de Oliveira                                              |
| 19 | Heitor Maurício de Oliveira |        | PSP     | —                       | 6 de outubro de 1945    | de fevereiro de 1947 | Prefeito nomeado pelo Governo do Estado |
| 20 | Vasco Elídio Egidio Brancaleoni |        | PSP     |                         | 2 de fevereiro de 1947  | 2 de maio de 1947 | Prefeito nomeado pelo governo do Estado |
| 21 | Dulce Insuelo Eyherabide |        | PSP     | —                       | 2 de maio de 1947       | 17 de maio de 1947 | Prefeita nomeada pelo Governo do Estado |
| 22 | João Mendonça Falcão |        | PSP     | —                       | 17 de maio de 1947      | 20 de outubro de 1947 | Prefeito nomeado pelo Governo do Estado |
| 23 | Olivier Ramos Nogueira |        | PSP     | —                       | 21 de outubro de 1947   | 30 de janeiro de 1948 | Prefeito nomeado pelo Governo do Estado |
| 24 | Fioravante Iervolino |        | PSP     | —                       | 31 de janeiro de 1948   | 24 de abril de 1952 | Prefeito nomeado pelo Governo do Estado |
| 25 | Antônio Prátici |        | PSP     | —                       | 25 de abril de 1952     | 30 de janeiro de 1953 | Prefeito nomeado pelo Governo do Estado |
| 26 | Rinaldo Poli |        | PSP     |                         | 31 de janeiro de 1953   | 30 de janeiro de 1957 | Prefeito eleito |
| 27 | Fioravante Iervolino |        | PTN     |                         | 31 de janeiro de 1957   | 30 de janeiro de 1961 | Prefeito eleito |
| 28 | Mário Antonelli |        | PSD     | Francisco Antunes Filho | 31 de janeiro de 1961   | 8 de maio de 1962 | Prefeito e vice eleitos em sufrágio universal cujo titular teve o mandato eletivo prorrogado por mais 1 ano, por Decreto firmado pelo Marechal Castelo Branco. |
| —  | Francisco Antunes Filho |        | PSD     | —                       | 8 de maio de 1962       | 11 de junho de 1962 | Vice-prefeito eleito, substituiu o Dr. Mário Antoneli durante uma licença para tratamento de saúde.                                                            |
| —  | Mário Antonelli |        | PSD     |                         | 11 de junho de 1962     | 30 de janeiro de 1966 | Prefeito eleito, que retornou ao cargo |
| 29 | Waldomiro Pompêo |        | MDB     | Alfredo Antonio Nader   | 31 de janeiro de 1966   | 30 de janeiro de 1970 | Prefeito e vice eleitos em sufrágio universal |
| 30 | Alfredo Antonio Nader |        | MDB     | Oswaldo de Carlos       | 31 de janeiro de 1970   | 13 de junho de 1970 | Prefeito eleito, teve o mandato cassado, com base no AI 13, por Decreto de 13.06.1970.                                                                         |
| —  | Jean Pierre Hermann de Morais Barros |        | ARENA   | —                       | 14 de junho de 1970     | 30 de janeiro de 1973 | Interventor nomeado pelo Governo Federal. |
| 31 | Waldomiro Pompêo |        | MDB     |                         | 31 de janeiro de 1973   | 31 de janeiro de 1977 | Prefeito eleito |
| 32 | Néfi Tales |        | MDB     | Oswaldo de Carlos       | 1º de fevereiro de 1977 | 13 de maio de 1982 | Prefeito eleito, no cargo até o dia 13.05.1982, quando desincompatibilizou-se para disputar uma vaga à Assembleia Legislativa do Estado. Elegeu-se.            |
| —  | Rafael Rodrigues Filho |        | PMDB    | —                       | 13 de maio de 1982      | 31 de janeiro de 1983 | Presidente da Câmara, e face a desincompatibilização do vice-prefeito Oswaldo de Carlos.                                                                       |
| 33 | Oswaldo de Carlos |        | PMDB    |                         | 1º de fevereiro de 1983 | 23 de dezembro de 1988 | Prefeito eleito. Teve o mandato cassado pelo governador do Estado pouco antes de concluí-lo (Decreto Estadual 29420/88).                                       |
| 34 | Paschoal Thomeu |        | PMDB    |                         | 23 de dezembro de 1988  | 11 de maio de 1989 | Já eleito prefeito, foi nomeado interventor pelo governo do Estado após a cassação do antecessor. (Decreto Estadual 29420/88).                                 |
| 34 | Paschoal Thomeu |        | PMDB    | 11 de maio de 1989      | 31 de dezembro de 1992  | Prefeito eleito. Mandato como prefeito eleito iniciou com a decretação do término da intervenção pelo governo do Estado (Decreto Estadual 29900/89). | |

Legenda
| Cor   | Significado                                                                                                 |
| Verde | Mandatários eleitos por votação direta (eleito pelo povo).                                                  |
| Bege  | Mandatários nomeados diretamente pelo governo federal, estadual ou pela Câmara dos Vereadores).             |
| Azul  | Mandatários que assumiram no lugar de seu antecessor antes do fim do mandato do próprio (ou vice-prefeito). |

## Lista de prefeitos na Nova República (1993–atualidade)
Partidos dos Prefeitos
      Partido do Movimento Democrático Brasileiro       Partido Democrático Trabalhista       Partido Verde       Partido dos Trabalhadores       Partido Socialista Brasileiro       Partido Social Democrático       Partido Liberal
Partidos dos Vice-Prefeitos
      Partido do Movimento Democrático Brasileiro       Partido Verde       Partido dos Trabalhadores       Rede Sustentabilidade       Republicanos       Podemos       Partido Novo
| Nº | Nome                      | Imagem                                        | Mandato                                                                | Partido                                            | Vice                                            | Vice                                                       | Vice                     | Ano da Eleição                                        | Observações |
| 35 | Vicentino Papotto         |                                               | 1º de janeiro de 1993 – 1º de Janeiro de 1997 (4 anos, 0 dias)         | Partido do Movimento Democrático Brasileiro (PMDB) |                                                 |                                                            | Moisés Zeraibe (PMDB)    | 1992                                                  | Prefeito e vice eleitos em sufrágio universal                                                                                        |
| 36 | Néfi Tales                |                                               | 1º de janeiro de 1997 – 16 de setembro de 1998(1 ano, 258 dias)        | Partido Democrático Trabalhista (PDT)              |                                                 |                                                            | Jovino Cândido (PV)      | 1996                                                  | Prefeito e vice eleitos em sufrágio universal cujo titular fora afastado pela justiça e posteriormente cassado pela Câmara Municipal |
| —  | Jovino Cândido            |                                               | 16 de setembro de 1998 – 1º de Janeiro de 2001 (2 anos, 107 dias)      | Partido Verde (PV)                                 | Cargo Vago                                      | Cargo Vago                                                 | Cargo Vago               | 1996                                                  | Vice-prefeito assumiu o cargo do titular, que teve seu mandato cassado.                                                              |
| 37 | Elói Pietá                |                                               | 1º de janeiro de 2001 – 1º de Janeiro de 2009 (8 anos)(8 anos, 0 dias) | Partido dos Trabalhadores (PT)                     |                                                 |                                                            | Profª. Eneide (PT)       | 2000                                                  | Prefeito e vice eleitos em sufrágio universal                                                                                        |
| 37 | Elói Pietá                | 2004                                          | 1º de janeiro de 2001 – 1º de Janeiro de 2009 (8 anos)(8 anos, 0 dias) | Partido dos Trabalhadores (PT)                     | Prefeito e vice reeleitos em sufrágio universal |                                                            | Profª. Eneide (PT)       |                                                       | |
| 38 | Sebastião Almeida         |                                               | 1º de janeiro de 2009 – 1º de Janeiro de 2017 (8 anos, 0 dias)         | Partido dos Trabalhadores (PT)                     |                                                 | Carlos Dermann (PT)                                        | 2008                     | Prefeito e vice eleitos em sufrágio universal         | |
| 38 | Sebastião Almeida         | 2012                                          | 1º de janeiro de 2009 – 1º de Janeiro de 2017 (8 anos, 0 dias)         | Partido dos Trabalhadores (PT)                     | Prefeito e vice reeleitos em sufrágio universal | Carlos Dermann (PT)                                        |                          |                                                       | |
| 39 | Gustavo Henric Costa Guti |                                               | 1º de janeiro de 2017 – 1º de Janeiro de 2025 (8 anos, 0 dias)         | Partido Socialista Brasileiro (PSB) – até 2020     |                                                 |                                                            | Alexandre Zeitune (REDE) | 2016                                                  | Prefeito e vice eleitos em sufrágio universal                                                                                        |
| 39 | Gustavo Henric Costa Guti | Partido Social Democrático (PSD) – desde 2020 | 1º de janeiro de 2017 – 1º de Janeiro de 2025 (8 anos, 0 dias)         |                                                    |                                                 | Prof. Jesus (Republicanos) – até 2023; (PODE) – desde 2023 | 2020                     | Prefeito reeleito e vice eleito em sufrágio universal | |
| 39 | Gustavo Henric Costa Guti | Partido Social Democrático (PSD) – desde 2020 | 1º de janeiro de 2017 – 1º de Janeiro de 2025 (8 anos, 0 dias)         |                                                    |                                                 | Prof. Jesus (Republicanos) – até 2023; (PODE) – desde 2023 | 2020                     | Prefeito reeleito e vice eleito em sufrágio universal | |
| 40 | Lucas Sanches             |                                               | 1º de janeiro de 2025 – atualmente (140 dias)                          | Partido Liberal (PL)                               |                                                 |                                                            | Thiago Surfista (NOVO)   | 2024                                                  | Prefeito e vice eleitos em sufrágio universal                                                                                        |

### Ex-prefeitos vivos

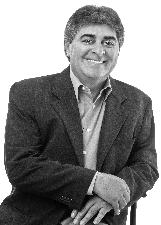
Jovino Cândido, 20 de janeiro de 1955 (70 anos) – prefeito entre 1998 e 2000
Elói Pietá, 10 de agosto de 1944 (80 anos) – prefeito entre 2001 e 2008
Sebastião Almeida, 20 de janeiro de 1959 (66 anos) – prefeito entre 2009 e 2016
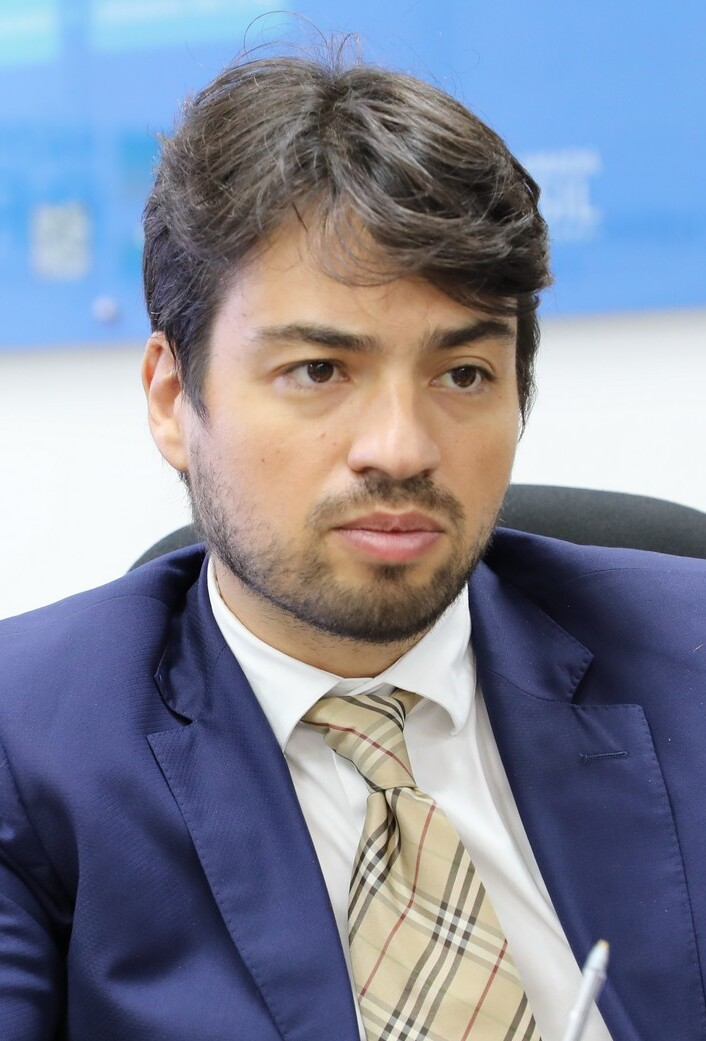
Guti, 30 de dezembro de 1984 (40 anos) – prefeito entre 2017 e 2024

O último que viera a falecer foi Vicentino Papotto, em 11 de novembro de 2017, aos 81 anos.